# Dissoctena
Dissoctena is een geslacht van vlinders uit de familie zakjesdragers (Psychidae). De wetenschappelijke naam van het geslacht is voor het eerst geldig gepubliceerd in 1895 door Otto Staudinger.
De typesoort van het geslacht is Dissoctena granigerella Staudinger, 1859

## Soorten
- Dissoctena affinis Walsingham, 1891
- Dissoctena albidella Rebel, 1902
- Dissoctena dumonti Lucas, 1932
- Dissoctena ellisoni Rebel, 1936
- Dissoctena granigerella Staudinger, 1895
- Dissoctena ochraceella Rebel, 1936
- Dissoctena pleionella Sobczyk & Bläsius, 2013